# Vestibuläre Migräne
Die Vestibuläre Migräne (VM) ist eine neurologische Erkrankung aus dem Formenkreis der Migräne-Erkrankungen, die zu episodischen vestibulären Symptomen (Schwindel, Übelkeit, Erbrechen) führt. Begleitend können Kopfschmerzen, Lichtempfindlichkeit (Photophobie) oder Geräuschempfindlichkeit (Phonophobie) auftreten. Die Diagnose wird nach Ausschluss anderer Erkrankungen als Ursachen üblicherweise mit Hilfe einer Anamnese gestellt. Die Therapie ähnelt der Therapie der Kopfschmerz-Migräne.

## Symptome
Die Schwindelsymptome können als spontane oder lageabhängige Dreh-, Schwank- oder Benommenheitssensationen wahrgenommen werden. Ein zentraler Lage-Nystagmus ist häufig. Häufig findet sich eine zeitliche Assoziation zwischen Schwindel und Kopfschmerzen. Die Kopfschmerzen selbst sind nicht zwingend halbseitig pulsierend, sondern oft eher von drückendem Charakter und okzipital betont. In bis zu 30 % der Attacken fehlen die Kopfschmerzen gänzlich. Milde (oft beidseitige) Ohrsymptome wie Tinnitus oder Ohrdruck können bei einem Teil der Attacken auftreten.

## Diagnosekriterien
1. Mindestens 5 Episoden mit vestibulären Symptomen mittlerer oder starker Intensität und einer Dauer von 5 Minuten bis 72 Stunden
2. Aktive oder frühere Migräne mit oder ohne Aura nach den Kriterien der ICHD
3. Ein/mehrere Migränesymptom/e während mindestens 50 % der vestibulären Episoden:
  1. Kopfschmerzen mit mindestens 2 der folgenden Merkmale: einseitige Lokalisation, pulsierender Charakter, mittlere oder starke Schmerzintensität, Verstärkung durch körperliche Routineaktivitäten
  2. Photophobie und Phonophobie
  3. visuelle Aura
4. Nicht auf eine andere vestibuläre oder ICHD-Diagnose (International Classification of Headache Disorders) zurückzuführen.[4]

## Epidemiologie
Die Ein-Jahres-Prävalenz der VM liegt in den USA bei ca. 3 % der Erwachsenen, etwa 2/3 der Betroffenen sind weiblich. Das mittlere Alter der Betroffenen ist 41 Jahre. Die VM kann sich jedoch in jedem Lebensalter manifestieren und auch im Kinder- und Jugendalter auftreten.

## Ursache
Die genaue Ursache der VM ist nicht bekannt. Ein zentral-vestibuläre Hyperexzitabilität wird vermutet, auch peripher-vestibuläre Effekte sind denkbar, beispielsweise durch direkte hormonvermittelte Effekte im Innenohr. Als Hinweis auf eine direkte Innenohrwirkung kann auch das häufige Vorhandensein eines endolymphatischen Hydrops als mögliches Zeichen einer gestörten Innenohr-Mikrozirkulation angesehen werden.

## Therapie
Die Therapie der VM umfasst Akuttherapie innerhalb einer Attacke sowie Anfallsprophylaxe zur Attackenvorbeugung. Akut werden Schmerzmittel verabreicht, bei Übelkeit/Erbrechen auch Antiemetika. Vorbeugend werden nichtmedikamentöse Lebensstilanpassungen empfohlen; eine medikamentöse Prophylaxe ist mit verschiedenen Wirkstoffen möglich. Gemäß Leitlinie der Deutschen Gesellschaft für Neurologie werden etwa Antihypertensiva, Antidepressiva oder Antikonvulsiva verordnet.

## Differentialdiagnosen
Bei lageabhängigen, rezidivierenden Schwindelepisoden sollte an einen gutartigen Lagerungsschwindel (BPPV) gedacht werden. Bei Schwindelepisoden über Stunden ist die Differentialdiagnose eines Morbus Menières wichtig, welcher ebenfalls mit Ohrsymptomen einhergeht.